# 바버라 켄트
바버라 켄트(Barbara Kent, 1907년 12월 16일 ~ 2011년 10월 13일)는 캐나다, 미국의 배우이다.

## 출연 작품
- 더 플릿츠 인 (1942)
- 올리버 트위스트 (1933)
- 노 리빙 위트니스 (1932)
- 엠마 (1932)
- 외로운 (1928)
- 육체와 악마 (1926)